# Liste von Persönlichkeiten der Stadt Volkach
Die Liste von Persönlichkeiten der Stadt Volkach enthält alle Personen, die mit der unterfränkischen Stadt in Verbindung stehen. So werden alle berühmten, in der Stadt und ihren Ortsteilen geborenen Personen aufgezählt. Ebenso sind hier die Ehrenbürger des Ortes versammelt. Eine dritte Liste verzeichnet Persönlichkeiten, die mit Volkach verbunden sind oder hier lange Zeit wirkten.

## Personalgeschichte der Stadt Volkach
Die Stadt Volkach und ihre Ortsteile brachten einige Persönlichkeiten hervor, die überregionale Bedeutung erlangten. In der feudalen Gesellschaft des Mittelalters hatten vor allem die Mitglieder des regionalen Adels, der auf den Burgen Hallburg und Stettenburg saß, die Chance gesellschaftlich aufzusteigen. Eine Ausnahme machte hierbei Heinrich von Volkach, der als Weihbischof in Regensburg eine geistliche Laufbahn einschlug und wohl aus bürgerlichen Schichten stammte.
Mit dem Aufstieg zur Stadt im 13. Jahrhundert war auch eine Aufwertung der örtlichen Zentralität verbunden, sodass Volkach insbesondere von Mitgliedern des Grafengeschlechts zu Castell und den Würzburger Fürstbischöfen Förderung erfuhr. Im Spätmittelalter schlugen vermehrt Bürger der Stadt eine geistliche Laufbahn ein und konnten so auch zu Vorstehern regionaler Klöster aufsteigen. Gleichzeitig etablierte sich in Volkach eine Lateinschule. Sie förderte die Ausbildung zukünftiger Akademiker, die teilweise großen Einfluss erlangten.

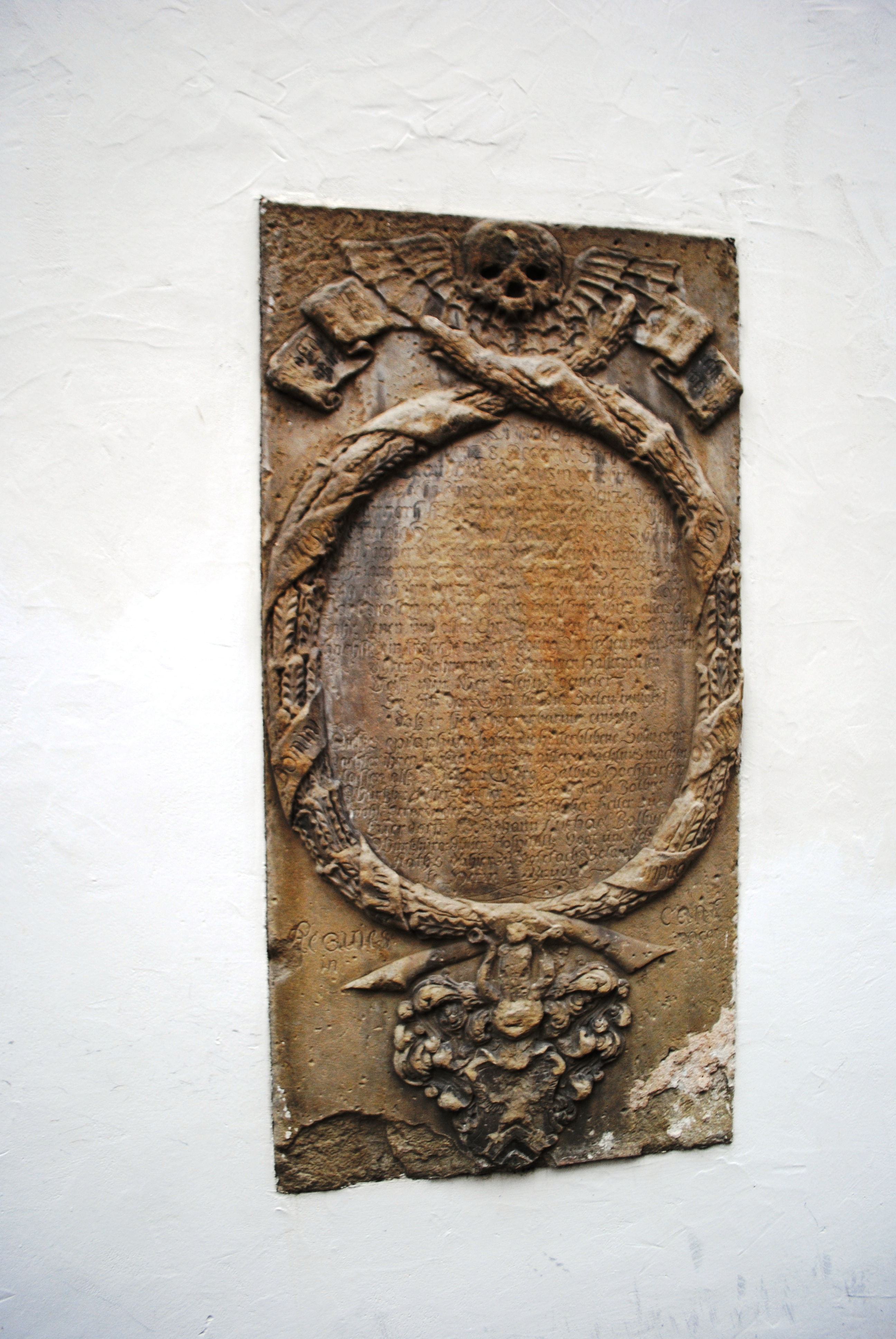
Ein Epitaph der Familie Balbus, 1643 Klostergasse Volkach

Aus dem Volkacher Ortsteil Eichfeld kam dagegen der Humanist und Stadtschreiber Niklas Brobst, mit dem die Frühe Neuzeit im nahen Volkach begann. Er verfasste als Stadtschreiber das Volkacher Salbuch und trieb die Verrechtlichung der Verwaltung voran. Bis ins 18. Jahrhundert entstammten der Stadt nun überwiegend Geistliche, in Astheim betrieb das dort ansässige Kartäuserkloster seine Nachwuchsförderung sogar selbst.
Im 17. und 18. Jahrhundert war Volkach das Ziel einiger italienischsprachiger Familien, von denen mehrere zu Reichtum gelangten. Mit dem Weinhandel etablierte sich in der Stadt eine großbürgerliche Oberschicht, der es bald gelang die finanzielle Potenz in politische Macht umzusetzen. Zu nennen sind hier die Nibling, die Schwan, die Presson, die Gans, die Pfister, die Balbus, die Schelf, die Österreicher, die Breunig und die Jäcklein. In Fahr stieg die Familie Dereser auf.
Der heutige Ortsteil Gaibach bildet eine Besonderheit. Er erfuhr im 18. Jahrhundert als Sitz der Grafen von Schönborn, die durch geistliche Ämter aufgestiegen waren, große Förderung durch mehrere Mitglieder des Adelsgeschlechts. In Gaibach entstanden unter den Schönborn ein barocker Lustgarten und eine Kirche durch den Baumeister Balthasar Neumann. Die Privilegierung des Dorfes blieb noch im 19. Jahrhundert bestehen.
Mit der Säkularisation wurde die Zentralität der Stadt weiter verstärkt. In Volkach residierten Landrichter im ehemaligen fürstbischöflichen Amtsgebäude und bildeten zusammen mit den Bürgermeistern, den Stadtpfarrern und den Gerichtsärzten die städtische Oberschicht. Die Künstlerfamilie Geist entstammte ebenso der Stadt. Mit der Errichtung des Distriktkrankenhauses im Jahr 1857 erhielt Volkach eine Geburtsstation, die weitere berühmte Persönlichkeiten hervorbrachte.
Mit dem neuerlichen Aufstieg des Weinbaus in der zweiten Hälfte des 20. Jahrhunderts brachten Volkach und seine weinbautreibenden Ortsteile oftmals sogenannte Weinhoheiten hervor, die in jährlichem Turnus den fränkischen bzw. deutschen Weinbau repräsentieren sollten. Aus der in den 1970er Jahren entstandenen Großgemeinde stammen die meisten dieser Hoheiten. Gleichzeitig ging die Zahl der in Volkach geborenen Personen zurück, weil Geburten vermehrt in den größeren Kliniken in Schweinfurt und Würzburg vorgenommen wurden.

## Liste von Persönlichkeiten

### Söhne und Töchter der Stadt
Die Liste orientiert sich insbesondere am Aufsatz von Haupt über die Ehrenbürger und verdiente Bürger aus Volkach. Weitere Literatur ist den Einzelnachweisen zu den einzelnen Persönlichkeiten zu entnehmen. Es wurden alle Personen aufgenommen, die in Volkach und seinen Ortsteilen geboren wurden und überregionale Bedeutung erlangten. Daneben sind auch Personen versammelt, die lediglich in Volkach selbst wirkten.
Nicht aufgelistet sind die Mitglieder der Adels- und Bürgergeschlechter, die in Volkach und den Ortsteilen ihren Sitz hatten. Sie brachten vor allem im Mittelalter und der Frühen Neuzeit wichtige Persönlichkeiten hervor. Zu nennen sind hier (in alphabetischer Reihenfolge) die Berg genannt Schrimpf, die Brackenlohr, die Buttlar, die Escherich, die von Fahr, die von Gaibach, die von Rimbach, die Rucker von Volkach, die Stadion, die Stettenberg, die Zollner von Halberg, die Zollner von Gaibach und die Zollner von Rimbach.

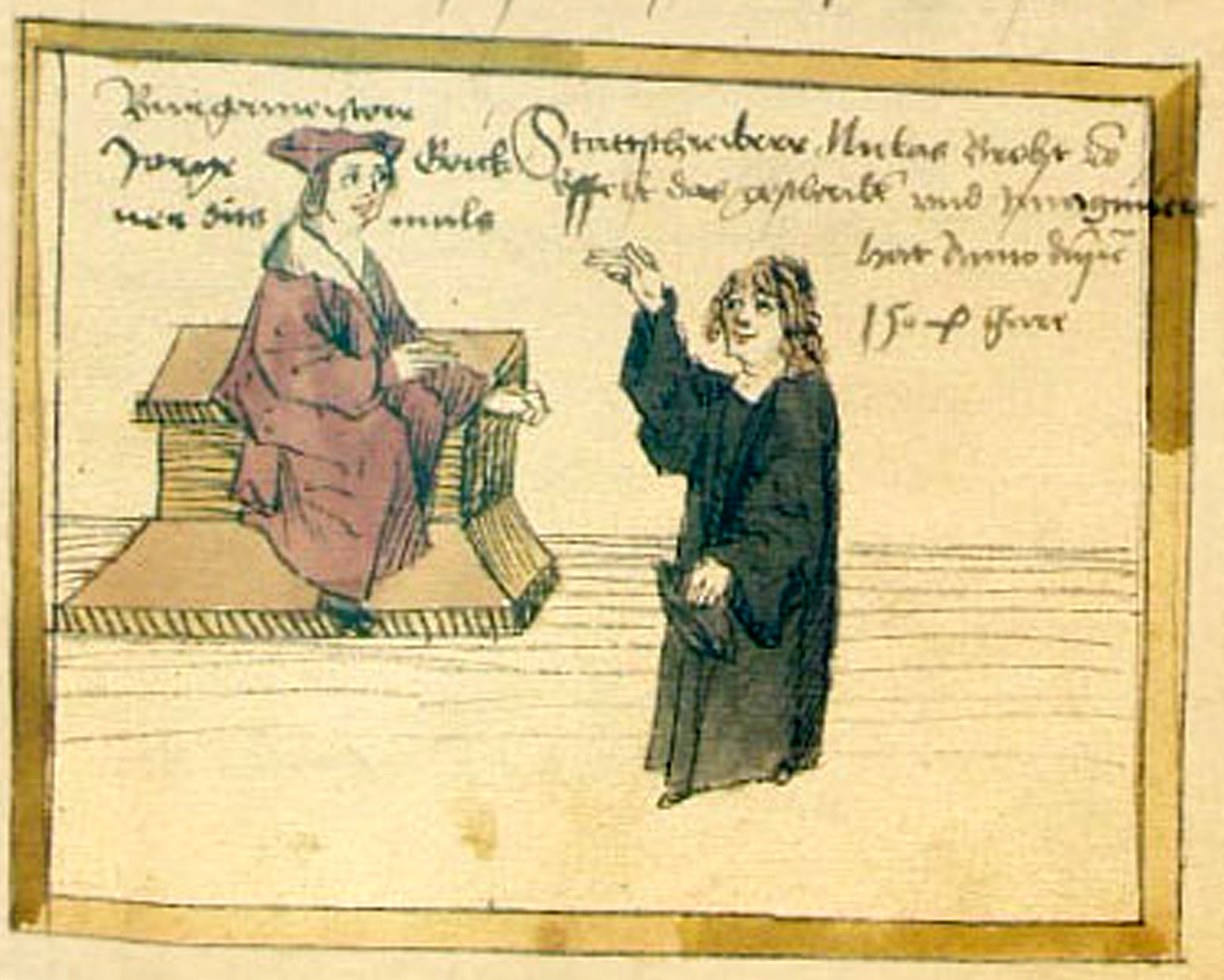
Niklas Brobst von Effelt, Federzeichnung um 1504 Volkacher Salbuch (fol. 406r)

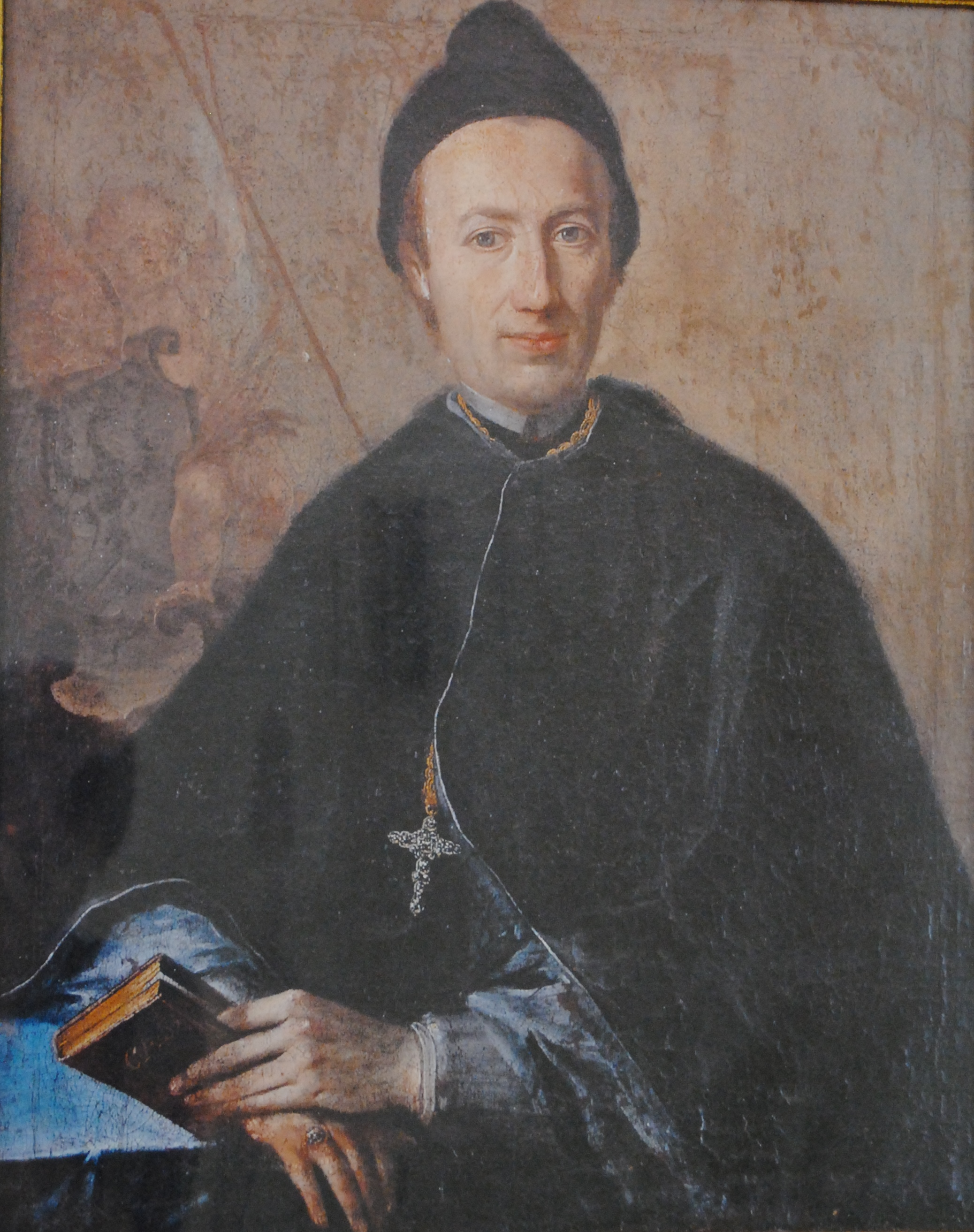
Christophorus Balbus, Gemälde um 1755

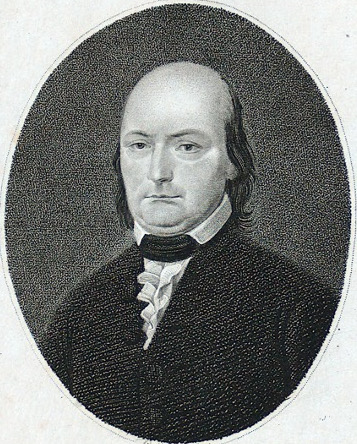
Thaddäus Anton Dereser, Kupferstich um 1820

- Heinrich von Volkach[4] (* um 1310 in Volkach, † 1359), Weihbischof in Regensburg und Prior im Karmelitenkloster Bamberg.
- Konrad III. von Münsterschwarzach (* evtl. auf Burg Hallburg, † 1342), Abt des Benediktinerklosters in Münsterschwarzach, Konrad III. veräußerte das Dorf Laub an die Familie Teufel.
- Heinrich III. Heppe[4] (* in Volkach, † 1426 in Ebrach), Abt des Zisterzienserklosters Ebrach, Heppe wird wegen seiner umsichtigen Politik auch zweiter Gründer von Ebrach genannt.
- Balthasar Monachi (* um 1423 in Volkach, † nach 1500), erster Rektor von Kloster Birklingen
- Niklas Brobst von Effelt[4][5] (* nach 1450 in Eichfeld, † um 1506 in Volkach), Stadtschreiber, Brobst verfasste zusammen mit seinem Sohn Sebastian das Volkacher Salbuch. Im Jahr 1929 benannte man eine Straße in Volkach nach dem Schreiber.
- Johannes Nibling[4][6] (* um 1463 in Volkach, † 1526 in Ebrach), Prior und Autor im Zisterzienserkloster Ebrach, Nibling erstellte die sogenannten Compilationes über die Geschichte des Klosters.
- Endres Wolf (* 1503 in Obervolkach, † 1568 in Wien), Händler in Wien, Wolf wurde mit einem Epitaph am Wiener Stephansdom verewigt.
- Johannes V. Schwan[6] (* in Volkach, † 1540), Propst des Augustinerchorherrenstiftes Heidenfeld, Schwan gelang es das Stift nach dem Ende des Deutschen Bauernkrieges wieder zu entschulden.
- Jakob Klyber[6] (* in Volkach, gen. 1558), Übersetzer, Klyber tat sich als Übersetzer der Werke des Humanisten Johannes Reuchlin hervor.
- Georg Wagner[6] (* 1573 in Volkach, † 1619 in Karlsbad), Landschreiber für den Markgrafen von Brandenburg-Ansbach und Geheimer Rat in Neustadt an der Aisch.
- Jobst Pfaff (* in Volkach, gen. 1594), Baumeister, Pfaff erbaute das Wasserschloss in Gaibach für Valentin Echter von Mespelbrunn neu.
- Johann Höllerich[7] (* in Volkach, † 1614 in Schweinfurt), Tuchscherer und Unterbürgermeister von Schweinfurt 1591.
- Heinrich Schwemmer[8] (* 1621 in Volkach, † 1696 in Nürnberg), Komponist, Schwemmer wirkte als Director chori musici an der Nürnberger Frauenkirche.
- Lorenz Hetzer[6] (* um 1628 in Volkach, † 1692), Abt des Prämonstratenserklosters Oberzell, Hetzer legte ein Lehenbuch an, um die Abgaben der Klosterdörfer zu vereinheitlichen.
- Andreas Presson[6] (* 1637 in Volkach, † 1701 in Bamberg), Übersetzer, Dichter und Jurist am fürstbischöflichen Hof in Bamberg, Presson übersetzte insbesondere die Werke des Jesuiten Herman Hugo, daneben tat er sich als Vermittler während der Besetzung der Herrschaft Wiesentheid hervor.
- Michael Schmachtenberger[6] (* in Volkach, † 1640), Propst des Augustinerchorherrenstiftes Heidenfeld, Propst Michael starb bereits 16 bzw. 17 Tage nach seiner Wahl während des Dreißigjährigen Krieges.
- Bruno Burckhard[9] (* 1653 in Astheim, † 1732 in Astheim), Prior im Kartäuserkloster Schnals.
- Johann Andreas Degen[8] (* 1657 in Volkach, † 1700 in Würzburg), Hoforganist und Kapellmeister,
- Josephus Geiling[9] (* 1680 in Astheim, † 1721 in Schnals), Prior im Kartäuserkloster Schnals.
- Robert Metzel[6] (* in Volkach, † 1689), Abt des Zisterzienserklosters Bildhausen, Metzel erlebte die Auseinandersetzungen zwischen dem Hochstift Würzburg und dem Kloster Ebrach um seinen Konvent.
- Gregor I. Gans[6] (* in Volkach, † 1701), Abt des Benediktinerklosters Theres, Gans gelang es die beiden Hochstifte Würzburg und Bamberg zu einem Kompromiss über die Oberherrschaft über Theres zu bewegen.
- Franz Rath[6] (* 1668 in Volkach, † 1703), Jesuit und Dozent, Rath lehrte in Mainz Philosophie.
- Johann Baptista von Wenckh (* im 17. Jahrhundert in Volkach; † 1727), Arzt und Mitglied der Gelehrtenakademie „Leopoldina“.
- Albericus Balbus[6] (* 1698 in Volkach, † 1757), Prior und Dozent im Zisterzienserkloster Schönthal, Balbus, Bruder von Christophorus und Ambrosius Balbus, lehrte im Kloster kanonisches Recht.
- Burchardus Hirnlehe[6] (* 1701 in Volkach, † 1765), Prior im Benediktinerkloster Banz, Hirnlehe legte die Grundlage zur Geschichtsschreibung über das Kloster Banz.
- Ambrosius Balbus[4] (* 1704 in Volkach, † 1794 in Bronnbach), Abt des Zisterzienserklosters Bronnbach, Balbus, Bruder von Albericus und Christoph Balbus, verbesserte die Ausstattung der Klosterkirche.
- Christophorus Balbus[4] (* 1706 in Volkach, † 1776), Abt des Benediktinerklosters Münsterschwarzach, Balbus, Bruder von Albericus und Ambrosius Balbus, erlebte die Fertigstellung der Münsterschwarzacher Neumann-Basilika und holte namhafte Künstler in die Abtei.
- Joseph Pfriemb (* 1711 in Gaibach, † nach 1771), Jesuit und Hochschullehrer, Pfriemb war Theologieprofessor in Bamberg.
- Georg Peter Oesterreicher[6] (* 1717 in Volkach, † 1786), Leibmedikus der Fürstbischöfe von Würzburg und Professor an der Universität Fulda, Oesterreicher ließ sich in Volkach nach seiner Pension als Arzt nieder.
- Anton Pfister[6] (* 1721 in Volkach), Jesuit und Professor in Bamberg, Pfister war 1766 Novizenmeister in Mainz und betätigte sich als Dramendichter.
- Bernhard Breunig[4] (* 1724 in Volkach, † 1797 in Obertheres), Abt des Benediktinerklosters Theres, Breunig förderte die Klosterbibliothek von Theres.
- Georg Gerhard Schelf[6] (* 1725 in Volkach, † 1803), Hofrat in München, Schelf war ab dem Jahr 1755 im kurfürstlichen Revisorium als Rat tätig.
- Ferdinand Möhrlein[6] (* 1728 in Volkach, † 1802), Jesuit und Professor an den Universitäten Heidelberg und Bamberg, Möhrlein lehrte Exegese an den beiden Universitäten.
- Anna Justina Hartmann[4] (* 1735 in Volkach, † 1804 in Würzburg), Stifterin, Hartmann, geborene Meisner, gründete das Bürgerspital in Volkach durch die Stiftung ihres Vermögens neu. Die Meisner-Straße wurde nach ihr benannt.
- Johann Barthel Rupp[6] (* 1738 in Volkach, † 1839), Arzt, Feldmesser und Bienenzüchter, Rupp war außerdem als medizinisch-mathematischer Schriftsteller tätig.
- Johannes Evangelist Breunig[4] (* 1740 in Volkach, † 1809 in Oberschwarzach), Prior in Kloster Ebrach, Breunig verwaltete bis zur Auflösung des Klosters die Außenbesitzungen von Ebrach.
- Benedikt II. Mahlmeister[4] (* 1748 in Volkach, † 1821 in Elgersheim), Abt des Klosters Theres, Mahlmeister vermachte der Stadt Volkach den ursprünglich zu Ebrach gehörigen Hof Elgersheim, um hier ein Altersheim zu errichten. Die Benedikt-Mahlmeister-Straße ist nach dem Abt benannt.
- Thaddäus Anton Dereser (* 1757 in Fahr, † 1827 in Breslau), Theologe und Professor, Dereser war Professor in Heidelberg, Freiburg und Breslau.
- Andreas Schellhorn[6] (* 1761 in Volkach, † 1845 in Höchstadt an der Aisch), Pfarrer und Dichter, Schellhorn, Bruder des Joseph Michael Schellhorn, war ab dem Jahr 1800 Stadtpfarrer in Höchstadt.
- Joseph Michael Schellhorn[6] (* 1766 in Volkach), Weltgeistlicher und Schriftsteller, Schellhorn, Bruder des Andreas Schellhorn, war als Frühmessner in Wien und als pädagogischer Schriftsteller tätig.
- Emmerich Joseph Otto von Hettersdorf (* 1766 in Volkach, † 1830 in Aschaffenburg), Domherr, Kammerherr und Komponist, Hettersdorf tat sich als Komponist von Liedern für Singspiele hervor.
- Bernardus Breunig[6] (* 1766 in Volkach, † 1844), Augustiner-Chorherr in Kloster Heidenfeld und Pfarrer, Breunig verweigerte im Jahr 1818 den Verfassungseid auf die bayerische Krone.
- Lorenz Kündinger (* 1767 in Fahr, † 1818), Professor und Geistlicher in Würzburg, Kündinger leitete als Subregens das geistliche Seminar zum guten Hirten in Würzburg.

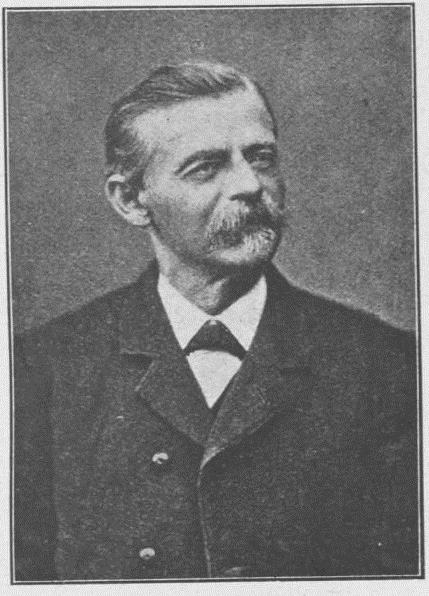
Sebastian Geist, Fotografie

- Johann Engelbert Meisner[4] (* 1780 in Volkach, † 1866 in Volkach), Landgerichtsassessor und Schriftsteller, Meisner schrieb historische Abhandlungen über die Einrichtungen der Stadt Volkach.
- Johann Baptist Martin (* 1793 in Obervolkach, † 1854), Gymnasial-Professor in München und Passau, Martin unterrichtete den späteren Kaiser Napoleon III.
- Clemens August von Schönborn-Wiesentheid[10] (* 1810 in Gaibach, † 1877 in Gaibach), Reichsrat und Mitglied des Reichstages, Schönborn gehörte 1874 bis 1877 für den Wahlkreis Unterfranken 2 (Kitzingen) für das Zentrum dem Deutschen Reichstag an.
- Johann Kaspar Borst[10] (* 1812 in Escherndorf, † nach 1858), Politiker, Borst war von 1849 bis 1858 Mitglied des Bayerischen Landtages.
- Sebastian Benkert (* vor 1813 in Volkach, † nach 1840), Politiker, Benkert war zwischen 1833 und 1840 Erster Bürgermeister von Würzburg.
- Peter Geist[4][11] (* 1816 in Volkach, † 1867 in Würzburg), Maler, Geist, Bruder von Sebastian Geist, malte vor allem Genrestücke. Er schuf auch Altarblätter für die Volkacher Bartholomäuskirche.
- Sebastian Geist[4] (* 1817 in Volkach, † 1908 in Rosenheim), Uhrmacher, Geist, Bruder von Peter Geist, baute als erster eine Uhr mit elektrischem Pendel.
- Andreas Joseph Hähnlein[6] (* 1820 in Volkach, † 1895 in Neuburg an der Donau), Professor an der Universität Würzburg, Hähnlein war Regens des bischöflichen Klerikerseminars und später Professor der Moraltheologie an der Universität Würzburg.
- August von Rothmund (* 1830 in Volkach, † 1906 in München), Professor, Rothmund war Arzt und Rektor der Universität München.
- Georg Joseph Barthelme (* 1833 in Obervolkach), Geistlicher und Schriftsteller, Barthelme tat sich mit dem Verfassen von historischen Biographien hervor.

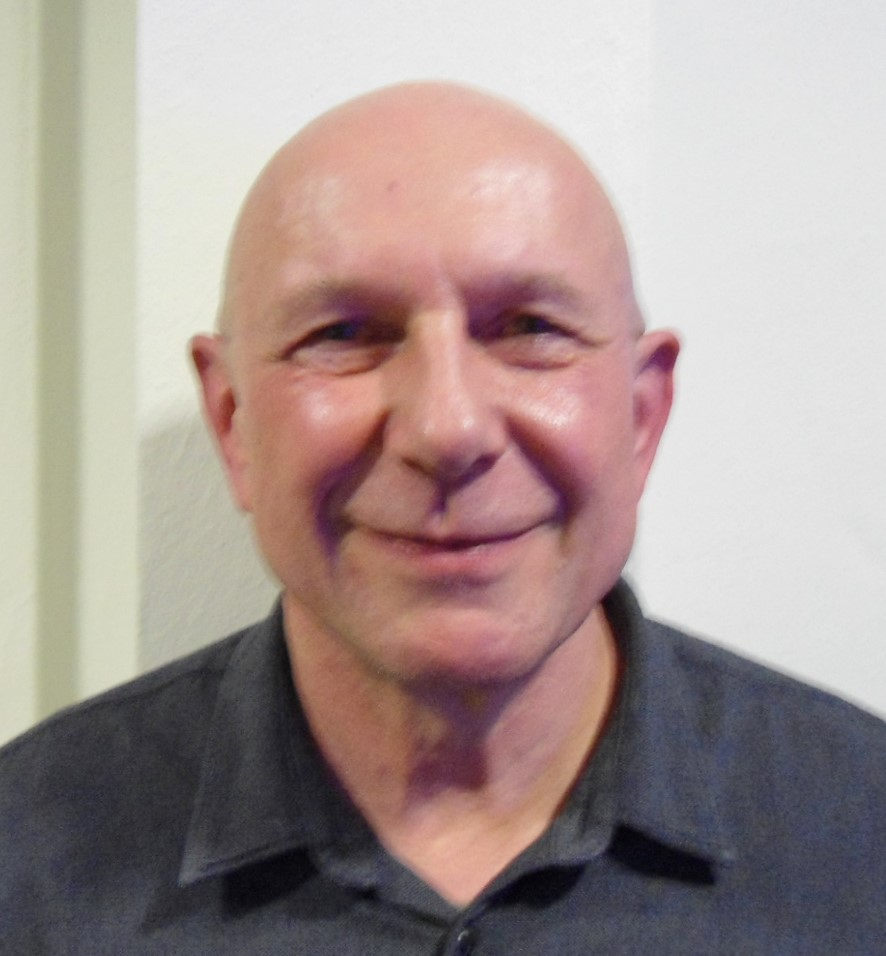
Rudi Engel

- Anton Jäcklein[6] (* 1834 in Volkach, † 1919), Lehrer und Schriftsteller, Jäcklein war einer der wichtigsten historischen Schriftsteller über die Stadt Volkach und Lehrer in Bamberg.
- Johannes Zerr[6] (* 1842 in Volkach), Zimmermeister und Schriftsteller, Zerr verfasste „Der Jenseitslüge Ende“ im Jahr 1907.
- Philipp Brunner (* 1844 in Volkach, † 1919 in München), Verwaltungsjurist, Brunner war zwischen 1893 und 1914 Zweiter Bürgermeister von München.
- Johann Schmitt (* 1845 in Volkach, † 1906 in Volkach), Politiker und Konditor, Schmitt war Bürgermeister von Volkach und Landtagsabgeordneter.
- Johann Ritter von Gerneth[6] (* 1848 in Rimbach, † 1901), Offizier und Kriegsgeschichtsschreiber, Gerneth war als Mitglied des bayerischen Senats beim Reichsmilitärgericht in Berlin.
- Hermann Stöckel[6] (* 1856 in Volkach), Professor in München und Historiker, Stöckel unterrichtete am Realgymnasium in München.
- Ignaz Aumüller[10] (* 1863 in Volkach, † 1900 in Volkach), Politiker, Aumüller war Mitglied in der bayerischen Abgeordnetenkammer zwischen 1894 und 1900.
- Adolf Schmitt (* 1865 in Volkach, † 1938 in München), Mediziner, Schmitt war Privatdozent an der Universität München.
- Richard Kaspar Joseph Hillenbrand[8] (* 1891 in Volkach, † nach 1946), Dirigent und Kapellmeister, Hillenbrand war unter anderem Generalmusikdirektor der Duisburger Philharmoniker.
- Elisabeth Scheuring (* 1897 in Volkach, † 1971), Dialekt-Kolumnistin der Main-Post. Scheuring wurde in Würzburg-Grombühl mit einem Denkmal geehrt.
- Ernst Rösser (* 1903 in Volkach, † 1989 in Volkach), Professor für Kirchenrecht in Regensburg und Freiburg im Breisgau.
- Elisabeth Stich (* 1913 in Volkach, † 2000 in Neustadt an der Aisch), Illustratorin und Grafikerin, Stich, bekannt als „Lisl Stich“ arbeitete eng mit James Krüss zusammen.
- Franz Stummvoll (* 1921 in Volkach, † 2006 in Lans, Tirol), Maler, Grafiker und Schriftkünstler, Stummvoll schuf knapp 100 Bergpanoramen und eine Vielzahl an Exlibris.
- Willi Götz (* 1926 in Rimbach, † 1993 in Rimbach), freischaffender Künstler, Götz schuf viele Werke in den Kirchen der Umgebung.
- Franz Vogt (* 1935 in Volkach), Regierungspräsident von Unterfranken zwischen 1984 und 2000.

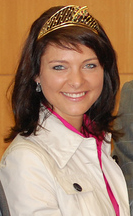
Marlies Dumbsky, Fotografie 2009

- Reinhild Runkel (* 1943 in Volkach), Mezzosopranistin.
- Christina Sauer (* in Escherndorf), Fränkische Weinkönigin 1968/1969.
- Rudi Engel (* 1957 in Volkach), Jazzmusiker (Kontrabass) und ehemaliger Professor für Jazz-Bass an der Hochschule für Musik in Würzburg
- Monika Lindner (* in Escherndorf), Fränkische Weinkönigin 1977/1978.
- Christian FP Kram (* 1968 in Volkach), Komponist
- Renate Schäfer (* 1968 in Astheim), Deutsche Weinkönigin 1989/1990.
- Anita Krämer-Gerhard (* in Astheim), Fränkische Weinkönigin 1981/1982.
- Sandra Sauer (* in Escherndorf), Fränkische Weinkönigin 1999/2000.
- Eva Steindorf (* in Escherndorf), Fränkische Weinkönigin 2005/2006.
- Jan Ovelgönne (* 1975 in Volkach), Politiker (Bündnis 90/Die Grünen)
- Marlies Dumbsky (* 1985 in Volkach), Deutsche Weinkönigin 2008/2009.

### Ehrenbürger
Die Liste der Volkacher Ehrenbürger orientiert sich am Aufsatz von Egert, Die Ehrenbürger der Stadt Volkach. Ergänzungen wurden durch die ältere Zusammenstellung von Haupt, Ehrenbürger und verdiente Bürger aus Volkach, sowie durch weitere Aufsätze über einzelne Ehrenbürger vorgenommen. Sie ist nach dem Datum der Verleihung der Ehrenbürgerschaft geordnet, bei unklaren Daten wurde auf das Sterbedatum des Ehrenbürgers Bezug genommen.
Die Stadt Volkach zeichnete zwischen 1819 und 2012 insgesamt 23 Personen mit der Ehrenbürgerwürde aus, während die ehemals selbstständigen Gemeinden, die in den 1970er Jahren zu Ortsteilen umgewandelt wurden, insgesamt 17 Ehrenbürger ernannten. Zumeist wurden verdiente Honoratioren der jeweiligen Ortschaft gewürdigt, mit Abstand am meisten erhielten Pfarrer bzw. Geistliche die Ehrenbürgerschaft. 2008 und 2012 wurden zwei weitere Personen ausgezeichnet.

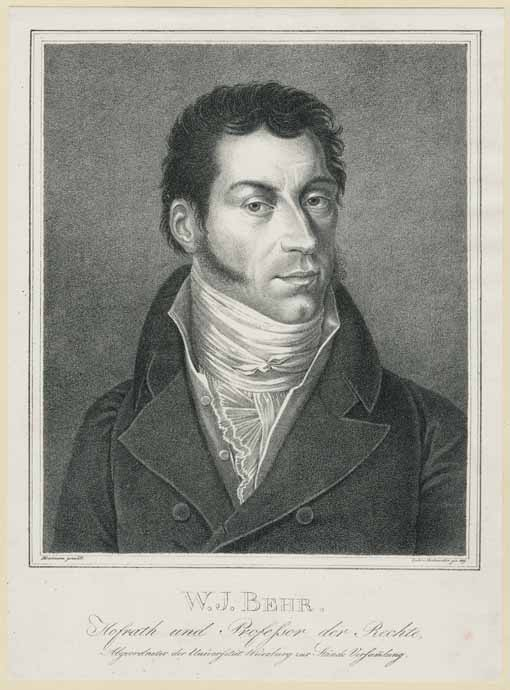
Wilhelm Joseph Behr, Stich Ludwig Albert von Montmorillon um 1819

- Wilhelm Joseph Behr[12][13][14], Volkach (* 1775 in Sulzheim, † 1851 in Bamberg, Verleihung 1. August 1819), frühliberaler Politiker und Oberbürgermeister von Würzburg, Behr hielt im Jahr 1832 eine Rede auf dem Gaibacher Fest und wurde im Zuge dessen verhaftet und eingekerkert. Die Ehrenbürgerwürde erhielt er wegen seiner Tätigkeit in der Münchner Ständeversammlung, wo er sich für den fränkischen Weinbau eingesetzt hatte. Heute wird der Wilhelm-Josef-Behr-Preis am Franken-Landschulheim Schloss Gaibach verliehen.
- Eugen Schön[12][13][15], Volkach (* 1770 in Untereßfeld, † 1842 in Volkach, Verleihung unklar), Stadtpfarrer von Volkach von 1814 bis 1842, Schön war langjähriger Stadtpfarrer und setzte sich für die Wiederzulassung der Wallfahrt nach Burgwindheim ein. Außerdem verfasste er mit den „Historischen Nachrichten über Volkach“ das Standardwerk zur Volkacher Stadtgeschichte. Im Jahr 1929 wurde die Dr.-Eugen-Schön-Straße nach ihm benannt.
- Michael Anton Barazzi[12][13], Volkach (* 1818 in Volkach, † 1876 in Volkach, Verleihung unklar), Geistlicher Rat, Barazzi erhielt die Ehrenbürgerschaft wegen der Verdienste um Pfarrei und Stadt. Er vermachte der Kirchbergstiftung und der Armenpflege sein Vermögen.

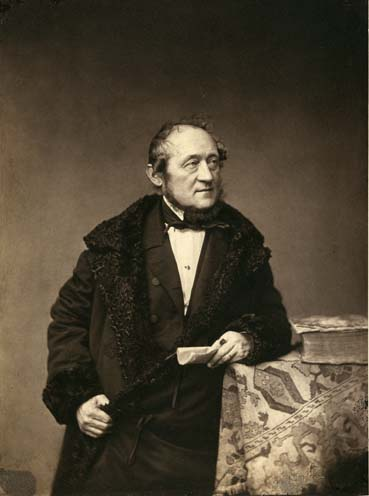
Franz Christoph von Rothmund, Fotografie Franz Seraph Hanfstaengl

- Franz Christoph von Rothmund[12][13][16], Volkach (* 1801 in Dettelbach, † 1876 in München, Verleihung 13. Juli 1873), Obermedizinalrat, Rothmund war ab 1829 Gerichtsarzt in Volkach. Er kümmerte sich 1835/1836 um die hygienischen Zustände in Volkach während einer Choleraepidemie. Rothmund erhielt das Ehrenbürgerrecht anlässlich seines fünfzigjährigen Doktorjubiläum.
- Georg Josef Scheurich[12][13], Volkach (* 1825 in Miltenberg, † 1886 in Volkach, Verleihung unklar), Stadtpfarrer von Volkach, Scheurich erhielt die Ehrenbürgerschaft wegen der Verdienste um Pfarrei und Stadt. Er tat sich insbesondere in der Armenpflege hervor.
- Kaspar Mainzinger[12][13], Volkach (* 1832 in Scheinfeld, † 1890 in Volkach, Verleihung 6. Januar 1888), Stadtschreiber, Mainzinger erhielt die Ehrenbürgerschaft wegen seiner langjährigen Verdienste um die Stadt.
- Johann Georg Friedrich[12][13], Volkach (* 1817 in Volkach, † 1895 in Volkach, Verleihung 31. Oktober 1890), Geistlicher Rat und Benefiziat, Friedrich erhielt das Ehrenbürgerrecht anlässlich seines fünfzigjährigen Priesterjubiläums wegen seiner Verdienste um die Seelsorge in der Stadt.
- Gregor Schmitt[12][13], Volkach (* 1832 in Riedenheim, † 1908 in Würzburg, Verleihung 9. März 1892), Regierungs- und Kreismedizinalrat, Schmitt erhielt die Ehrenbürgerwürde wegen seiner Verdienste um die Stadt, insbesondere weil er sich mehrfach für die Interessen der Bewohner eingesetzt hatte.

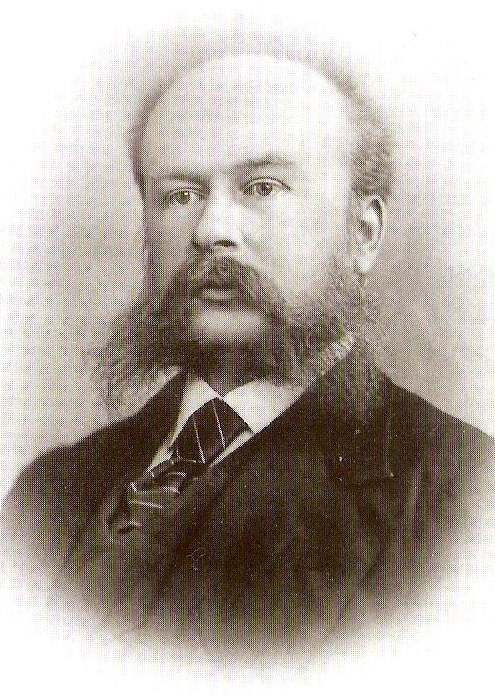
Friedrich von Luxburg, Fotografie 1875

- Friedrich von Luxburg[12][13][17], Volkach (* 1829 in Laubegast, † 1905 in Würzburg, Verleihung 23. Juni 1893), Regierungspräsident von Unterfranken, Luxburg förderte den Mainbrückenbau in Volkach ebenso, wie die Errichtung der Mainschleifenbahn, zum Ehrenbürger wurde er aus Anlass seines fünfundzwanzigjährigen Dienstjubiläums ernannt.
- Anton Jäcklein[12][13], Volkach (* 1834 in Volkach, † 1919 in Bamberg, Verleihung 17. Mai 1893), Gymnasialprofessor in Bamberg, Jäcklein war als Geschichtsschreiber über seine Geburtsstadt tätig, die Ehrenbürgerurkunde wurde ihm am 21. April 1894 überreicht. Im Jahr 1929 wurde die Prof.-Jäcklein-Straße nach dem Ehrenbürger benannt.
- Andreas Josef Leibold[12][13], Volkach (* 1828 in Volkach, † 1909 in Volkach, Verleihung 29. Dezember 1894), Posthalter, Leibold wurde wegen seiner Verdienste um die Stadt, insbesondere als Vorstand des Gemeindekollegiums, mit dem Ehrenbürgerrecht ausgezeichnet, die Urkunde wurde ihm am 30. Dezember 1894 überreicht. Leibold erhielt auch die silberne Medaille der Krone Bayerns.
- Georg Ritter[12][18], Astheim (* 1848 in Astheim, † 1913 in München, Verleihung 25. Januar 1909), Hofkellermeister in München, Ritter plante den Neubau eines Altersheims in Astheim.
- Frank Ritter[12][18], Astheim (* 1844, † 1915 in Rochester, NY, Verleihung 25. Januar 1909), Fabrikant in Rochester, Ritter schenkte der Gemeinde das Grundstück für das Altersheim. Die Frank-Ritter-Straße wurde nach dem Ehrenbürger benannt.
- Anton Büchs[12], Astheim (* 1847 in Niederlauer, † 1929 in Astheim), Pfarrer in Astheim 1882 bis 1926, Büchs machte sich um die Seelsorge in Astheim während des Ersten Weltkriegs verdient.
- Gustav Adolf Serg[12], Astheim (* 1852 in Völkersleier, † 1928, Verleihung 5. November 1910), Hauptlehrer in Astheim 1883 bis 1918, Serg unterrichtete die Astheimer Jugend während des Ersten Weltkriegs.
- Karl Dotterweich[12], Astheim (* 1875 in Hof, † 1961 in Astheim, Verleihung 6. Juli 1918), Pfarrer in Astheim 1929 bis 1951, Dotterweich betreute die Gemeinde während des Zweiten Weltkriegs und des Wiederaufbaus.
- Peter Braun[12][13], Volkach (* 1866 in Straßbessenbach, † 1936 in Volkach, Verleihung 9. September 1925), Geistlicher Rat und Stadtpfarrer von Volkach 1900 bis 1934, Braun wurde wegen seiner langjährigen Verdienste um die Pfarrei Volkach und um die örtliche Genossenschaften ausgezeichnet.
- Franz Klühspies[12][13], Volkach (* 1860 in Wiesenfeld, † 1928 in Volkach, Verleihung 9. September 1925), Oberlehrer, Klühspies erhielt das Ehrenbürgerrecht wegen seiner langjährigen Verdienste um die Volkacher Schule und wegen seiner Förderung der örtlichen Obstzucht.
- Karl Friedrich Lippert[12][13], Volkach (* 1863 in Ansbach, † 1936 in Volkach, Verleihung 16. November 1928), Stadtinspektor in Volkach 1891 bis 1928, Lippert erhielt die Ehrenbürgerwürde wegen seiner Verdienste um die Stadt. Er stand insgesamt 37 Jahre der Verwaltung der Stadt vor.
- Josef Wächter[12][13][19], Volkach (* 1870 in Volkach, † 1947 in Volkach, Verleihung 1. Januar 1931), Bürgermeister von Volkach 1906 bis 1935, Wächter erhielt die Ehrenbürgerwürde wegen seiner Verdienste um die Stadt, außerdem wurde ihm am 8. Februar 1933 der Titel des „Ehrenbürgermeisters“ zuerkannt. Besonders genannt werden die Bauten, die in seiner Amtszeit entstanden, so der Bau der Fußgängerpassage am Oberen Tor, des Kindergartens und des Postdienstgebäudes. Die Josef-Wächter-Straße wurde nach ihm benannt.

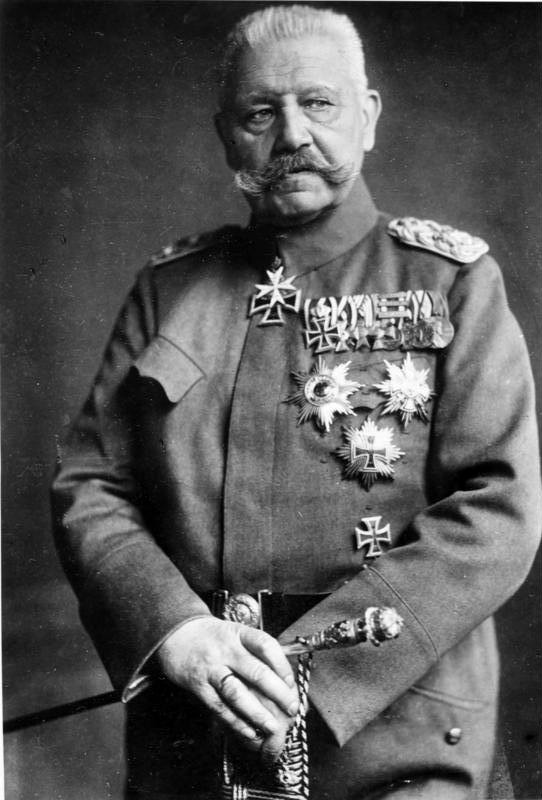
Paul von Hindenburg, Fotografie um 1930

- Paul von Hindenburg[12][13], Volkach (* 1847 in Posen, † 1934 in Neudeck, Verleihung 8. Mai 1933), Reichspräsident, Hindenburg erhielt die Ehrung im Zuge der nationalsozialistischen „Machtergreifung“. Außerdem wurde der westliche Stadtpark in Hindenburgpark umbenannt.
- Hans Georg Haupt[12][13], Volkach (* 1865 in Volkach, † 1938 in Heidelberg, Verleihung 31. Januar 1935), Fabrikant, Haupt wurde wegen seiner Verdienste um die Stadt, insbesondere um den städtischen Kindergarten, mit der Ehrenbürgerwürde ausgezeichnet. Außerdem wurde die Hans-Haupt-Straße nach dem Ehrenbürger benannt.
- Johann Erbig[12][13], Volkach (* 1870, † 1950 in Volkach, Verleihung 22. Dezember 1948), Stadtrat von Volkach 1909 bis 1933 und Privatier, Erbig erhielt die Ehrenbürgerwürde, weil er der Stadt das Schelfenhaus gestiftet hatte und sich jahrzehntelang in der Wohltätigkeitsstiftung Elgersheim und dem Stadtrat engagiert hatte. Außerdem wurde die Johann-Erbig-Straße nach ihm benannt.
- Vinzenz Haus[12], Fahr (* 1873 in Aschaffenburg, † 1951 in Fahr am Main), Pfarrer in Fahr, Haus erhielt die Ehrenbürgerwürde wegen seiner langjährigen Verdienste um die Pfarrei und das Dorf Fahr am Main.
- Richard Haupt[12], Volkach (* 1897, † 1966, Verleihung 13. März 1958), Fabrikant in Godramstein, Haupt tat sich als Stifter für den Kindergarten hervor. Die Richard-Haupt-Straße wurde nach dem Ehrenbürger benannt.
- Simon Himmel[12], Volkach (* 1898 in Sulzdorf, † 1979 in Würzburg, Verleihung 13. März 1958), Geistlicher Rat und Stadtpfarrer von Volkach 1947 bis 1968, Himmel wurde wegen seines langjährigen Engagements in der Pfarrei Volkach ausgezeichnet. Die Urkunde wurde ihm am 3. Mai 1958 überreicht.
- Georg Berz[12][19], Volkach (* 1897 in Volkach, † 1973 in Volkach, Verleihung 13. März 1958), Bürgermeister von Volkach 1948 bis 1970, Berz organisierte den Wiederaufbau der Mainbrücke nach dem Zweiten Weltkrieg und das Wachstum der Stadt in der Nachkriegszeit. Berz erhielt am 7. Juni 1958 die Urkunde überreicht. Die Georg-Berz-Straße wurde nach dem Ehrenbürger benannt.
- Franz Erhard[12], Obervolkach (* 1886 in Obervolkach, † 1967 in Obervolkach, Verleihung 6. Juli 1960), Bürgermeister von Obervolkach, Erhard erhielt das Ehrenbürgerrecht wegen seiner Verdienste um die Gemeinde verliehen. Nach ihm wurde die Erhardstraße in Obervolkach benannt.
- Josef Münch[12], Dimbach (* 1877, † 1961, Verleihung unklar), Bürgermeister von Dimbach 1919 bis 1929, Münch erhielt die Ehrenbürgerwürde wegen seiner Verdienste um die Gemeinde Dimbach.
- Henri Nannen[12][20], Volkach (* 1913 in Emden, † 1996 in Hamburg, Verleihung 28. November 1962), Journalist und Herausgeber des Stern, Nannen wurde wegen seiner Verdienste um die Wiederbeschaffung der Volkacher Rosenkranzmadonna ausgezeichnet. Zeitgleich erhielt sein Stellvertreter Reinhard Hoffmeister die Goldene Stadtplakette. Überreicht wurde die Urkunde am 5. Oktober 1963.
- Josef Rossmann[12], Escherndorf (* 1891 in Homburg, † 1986 in Würzburg, Verleihung 7. Mai 1965), Geistlicher Rat und Pfarrer von Escherndorf 1952 bis 1968, Rossmann erhielt das Ehrenbürgerrecht wegen seiner langjährigen Verdienste um die Pfarrei Escherndorf. Die Urkunde wurde ihm am 24. Juni 1965 ausgehändigt.
- Nikolaus Philipp Gengler[12], Obervolkach (* 1894 in Schweinheim, † 1983, Verleihung 25. Februar 1968), Geistlicher Rat und Pfarrer von Obervolkach 1956 bis 1970, Gengler wurde wegen der Verdienste um die Gemeinde Obervolkach ausgezeichnet. Die Urkunde wurde ihm am 19. März 1968 überreicht. Die Gemeinde Obervolkach benannte die Genglerstraße nach dem Pfarrer.
- Clavera Köhler[12], Obervolkach (* 1896, † 1975, Verleihung 1968), Schwester in der Obervolkacher Kinderbewahranstalt, Köhler war die letzte Oberin der Obervolkacher Bewahranstalt vor der Umwandlung in eine städtische Anstalt.
- Calmanda Bachmann[12], Obervolkach (* 1889 in Elsenfeld, † 1968 in Obervolkach, Verleihung 1968), Schwester in der Obervolkacher Kinderbewahranstalt, Bachmann war die letzte Schwester in der Anstalt vor ihrer Auflösung.
- Ambros Selsam[12], Köhler (* 1899 in Köhler, † 1990 in Köhler, Verleihung 7. August 1969), Bürgermeister von Köhler, Selsam wurde wegen seiner langjährigen Tätigkeit als Köhler Bürgermeister ausgezeichnet. Die Urkunde erhielt er am 19. August 1969.
- Frank Ritter-Shumway[12][18], Astheim (* 1906 in Rochester, NY, † 1992 in Rochester, NY, Verleihung 1971), Fabrikant, Ritter-Shumway erhielt die Auszeichnung wegen der Fortführung der Stiftungstätigkeit nach dem Tod seines Vaters Frank Ritter.
- Richard Voll[12], Rimbach (* 1899 in Oberebersbach, † 1980 in Würzburg, Verleihung 21. Februar 1974), Pfarrer von Rimbach, Voll wurde wegen seiner langjährigen Tätigkeit in der Gemeinde Rimbach ausgezeichnet.
- Georg Wehner[12], Fahr (* 1912, † 1993 in Fahr, Verleihung 13. März 1976), Pfarrer in Fahr 1954 bis 1993, Wehner wurde wegen seiner langjährigen Verdienste um die Gemeinde Fahr ausgezeichnet. Er betätigte sich außerdem als Geschichtsschreiber.
- Clodwig Hornung[12], Gaibach (* 1908 in Gaibach, † 1985 in Kitzingen, Verleihung 22. August 1976), Missionar in Tansania, Hornung wurde wegen seiner Verdienste um das Dorf Gaibach ausgezeichnet. Die Urkunde erhielt er am 19. September 1976 ausgehändigt.
- Friedrich Russ[12][19], Volkach (* 1927, Verleihung 19. Juli 1990), Bürgermeister von Volkach 1970 bis 1990, Russ erhielt die Ehrenbürgerwürde wegen seiner langjährigen Verdienste um die Stadt.
- Gerhard Egert[21], Volkach (* 1926 in Türmitz, Verleihung 2008, † 2014), Historiker und Lehrer, Egert war Verfasser eines der Grundlagenwerke über die Volkacher Geschichte und Stadtarchivar.
- Herbert Meyer[22], Volkach (Verleihung Mai 2012), Kulturbeauftragter der Stadt Volkach, Meyer wurde wegen seiner vielfältigen Verdienste um die Stadt und ihr Vereinsleben ausgezeichnet.

### Mit Volkach verbunden
Die Liste orientiert sich an verschiedenen Aufsätzen über die Geschichte der Stadt Volkach. Aufgenommen wurden Persönlichkeiten, die in der Stadt selbst oder ihren Ortsteilen herausragend wirkten oder die mit ihr auf die eine oder andere Art und Weise verbunden sind. Herrschergestalten wurden nur verzeichnet, wenn sie Volkach und die Ortsteile besonders förderten. In neuerer Zeit überwiegen Personen, die zwar nicht in Volkach geboren wurden, aber hier aufwuchsen.
In der Liste nicht verzeichnet sind die meisten Geistlichen aus Volkach und den Ortsteilen. Die Pfarrer der Stadt und der heutigen Stadtteile sind in den Listen der jeweiligen Pfarrkirchen vermerkt. Die Prioren der Klöster in Astheim und auf der Vogelsburg sind nur bei besonderer Bedeutung für die jeweilige Institution hier vermerkt (vollständige Liste siehe: Liste der Prioren von Astheim und Liste der Prioren im Kloster Vogelsburg). 
Nicht aufgenommen wurden ebenso die Künstler, die insbesondere die Sakralbauten auf dem Stadtgebiet ausschmückten. Zu nennen sind hier (alphabetisch geordnet) Lukas Anton van der Auwera, Johann Michael Becker, Antonio Giuseppe Bossi, Johann Rudolf Byss, Johann Paul Codomann, Jan Joost van Cossiau, Michael Deppisch, der Dettelbacher Bildstockmeister, Leonhard Dientzenhofer, Franz Wilhelm Driesler, Gottfried Bernhard Göz, Joseph Greissing, Sebastian Güthlein, Martin Gutmann Johann Lucas von Hildebrandt, Udo Kaller, Leo von Klenze, Jürgen Lenssen, Franz Lippold, Anton Clemens Lünenschloß, Oskar Martin-Amorbach, Domenico Martinelli, Johann Georg Neßtfell, Balthasar Neumann, Oswald Onghers, Tilman Riemenschneider, Lazaro Maria Sanguinetti, Franz Ignaz Seuffert, Johann Philipp Seuffert, Georg Anton Urlaub, Georg Sebastian Urlaub, Johann Jakob Vogel, Johann Peter Wagner, Johann Maximilian von Welsch, Reiner Wirl und Johann Michael Wolcker

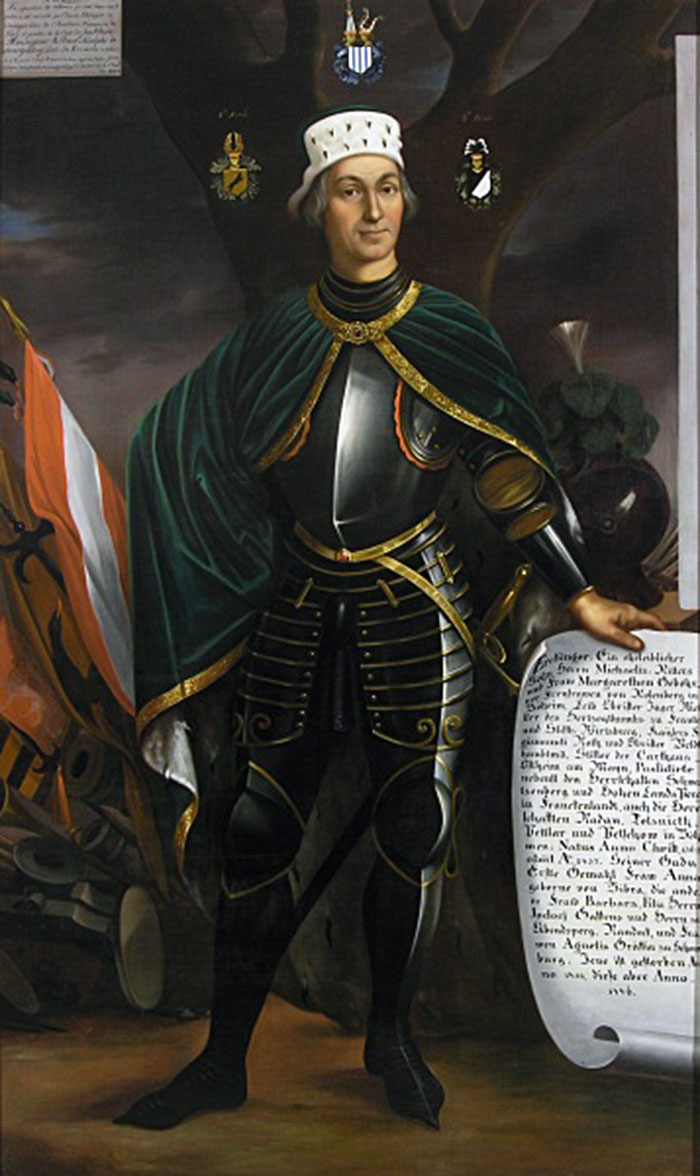
Erkinger I. von Seinsheim, Gemälde Schloss Schwarzenberg

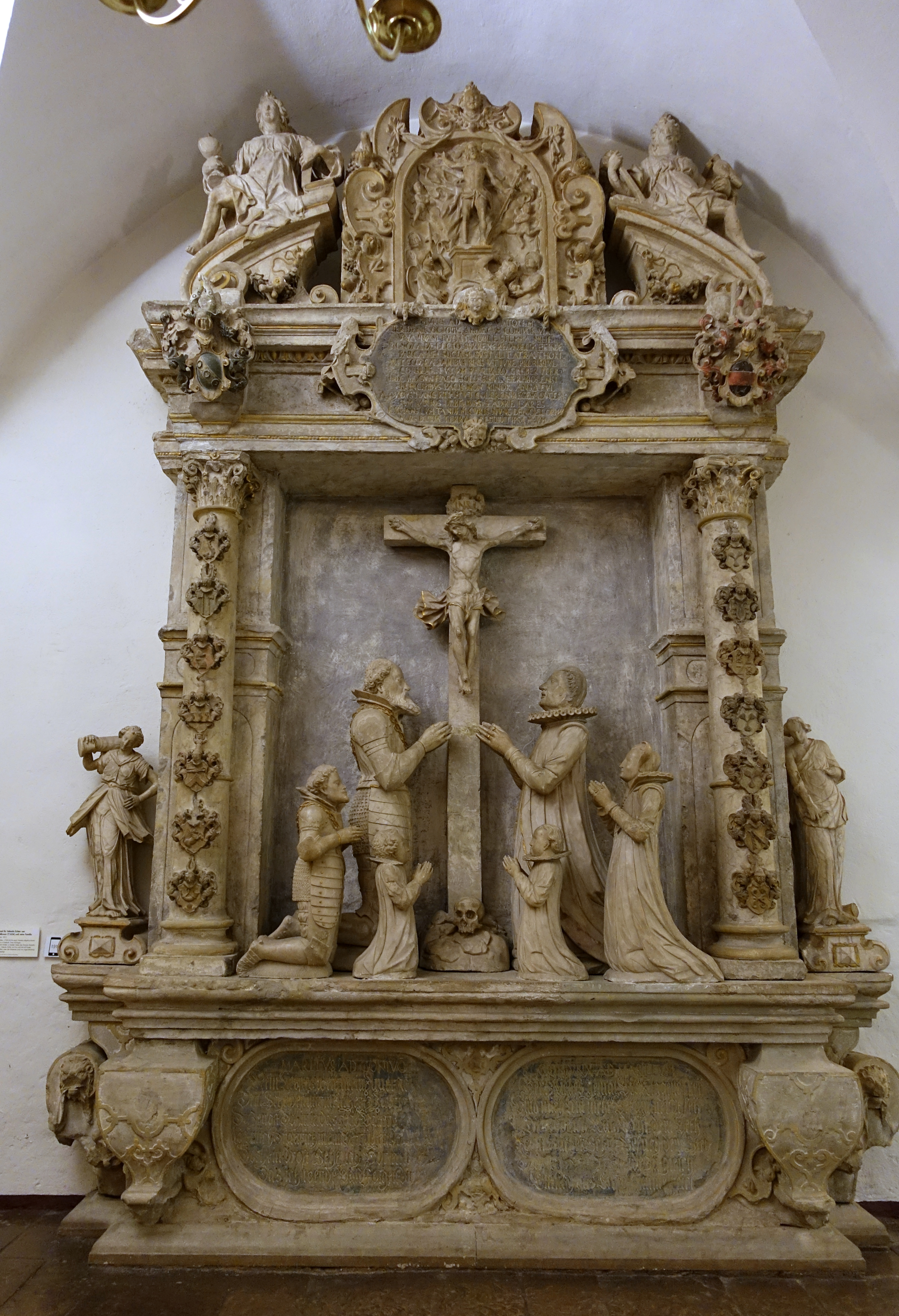
Grabstein von Valentin Echter von Mespelbrunn, Sandstein Museum für Franken

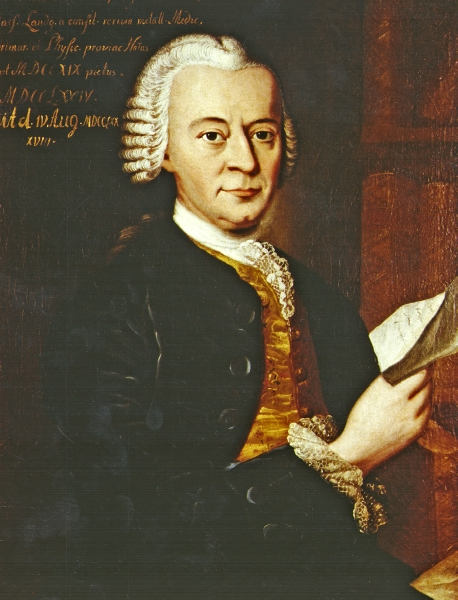
Johann Wilhelm Baumer, Gemälde Universität Gießen

- Epo († bei Krautheim), evtl. Graf, Epo erhielt im Jahr 888 das Dorf Krautheim von König Arnulf von Kärnten geschenkt.
- Hermann I. zu Castell[23][24] († 1289, = Kloster Vogelsburg), Stammvater der Grafen zu Castell, Hermann vollzog 1265/1267 die Teilung der Stadt Volkach mit seinem Bruder Heinrich II., er gründete 1282 das Karmelitenkloster auf der Vogelsburg und wurde hier auch begraben. Hermann gilt als Stadtgründer Volkachs.
- Heinrich II. zu Castell[23] († um 1307), Graf zu Castell, Heinrich vollzog 1265/1267 die Teilung der Stadt Volkach mit seinem Bruder Hermann I. und wurde im Kloster Vogelsburg begraben.
- Hermann III. zu Castell[24] (* um 1311, † 1363, = Kloster Vogelsburg), Graf zu Castell, Hermann war Amtsrichter in Nürnberg und wurde begraben im Kloster Vogelsburg.
- Hildebrand Zollner[25] († 1414), Benediktinerabt von Münsterschwarzach, Zollner verbrachte nach seiner Absetzung als Abt seinen Lebensabend in der Propstei in Dimbach.
- Erkinger I. von Seinsheim, Freiherr von Schwarzenberg[26] (* 1362, † 1437, = Kartause Astheim), Stammvater der Fürsten von Schwarzenberg, Erkinger stiftete im Ortsteil Astheim das Kloster Pons Mariae und bestimmte die Klosterkirche als Familiengrablege.
- Gregor Heimburg (* nach 1400 in Schweinfurt, † 1472 in Tharandt), Humanist und Staatsmann, Heimburg hatte zeitweise das Mainzollrecht in Fahr inne.
- Rudolf II. von Scherenberg[27] (* um 1401 in Frankenwinheim, † 1495 in Würzburg), Fürstbischof von Würzburg, Mitglied der Volkacher Marienbruderschaft auf dem Kirchberg.
- Gottfried IV. Schenk von Limpurg[27] (* 1404, † 1455 in Würzburg), Fürstbischof von Würzburg, Mitglied der Volkacher Marienbruderschaft auf dem Kirchberg.
- Kilian von Bibra (* um 1425, † 13. Februar 1494), Doktor des kanonischen Rechts, Dompropst, Generalvikar, um 1468 Stadtpfarrer von Volkach.
- Lorenz von Bibra[27] (* 1459 in Mellrichstadt, † 1519 in Würzburg), Fürstbischof von Würzburg, Mitglied der Volkacher Marienbruderschaft auf dem Kirchberg.
- Johannes II. Wolf von Karsbach[25] († 1465, = Maria de Rosario Dimbach), Benediktinerabt von Münsterschwarzach, Karsbach zog sich nach seiner Resignation nach Dimbach zurück.
- Johann III. von Grumbach[27][28] († 1466 in Würzburg), Fürstbischof von Würzburg, Mitglied der Volkacher Marienbruderschaft auf dem Kirchberg. Er verlieh Volkach das Privileg fortan ein Halsgericht abzuhalten.
- Jodokus Heß[9] (* 1484 in Geislingen an der Steige, † 1539 in Erfurt), Kartäuserprior, Heß führte einen Briefwechsel mit dem Reformator Ulrich Zwingli und war Prior von Astheim 1520 bis 1528.
- Konrad Leher[8] (gen. 16. Jahrhundert), Komponist.
- Julius Echter von Mespelbrunn[29] (* 1545 in Mespelbrunn, † 1617 in Würzburg), Fürstbischof von Würzburg, Echter trieb die Gegenreformation in den Volkacher Ortsteilen und insbesondere Escherndorf voran, er erließ neue Halsgerichtsordnungen für die Stadt. Daneben ließ er neue Kirchen mit dem charakteristischen Echter-Turm errichten, so in Fahr, Escherndorf und Krautheim. Die Stadtmauer von Volkach wurde erneuert und die Stadt erhielt den Bruder des Fürstbischofs als Amtmann. Volkach benannte den Julius-Echter-Platz nach dem Bischof.
- Valentin Echter von Mespelbrunn[29] (* 1550 in Mespelbrunn, † 1624 in Öttershausen, = Dreifaltigkeitskirche Gaibach), Amtmann und Bruder des Fürstbischofs Julius Echter, Amtmann von Volkach. Er ließ den sogenannten Echterhof in Volkach und das Gaibacher Schloss errichten und starb im Volkacher Ortsteil Öttershausen.
- Anton Volmar[9] (* um 1570 in Saarburg, † 1633 in Olmütz), Kartäuser und Schriftsteller, Volmar war zwischen 1607 und 1610 Prokurator in der Kartause Astheim und schrieb daneben geistliche Werke.
- Bruno Fleischmann (* 1580 in Kronach, † 1639 in Astheim), Kartäuserprior, Fleischmann war von 1620 bis 1639 Prior der Kartause Astheim und gilt als Neugründer der Kartause Christgarten.
- Matthias de Monte[9] (* in Mons, † 1587 in Buxheim), Kartäuserprior, de Monte war von 1566 bis 1568 Prior der Kartause Astheim und war daneben als Visitator für die oberdeutsche Ordensprovinz tätig.
- Johann Lorenz Göbel[30] (* 1622 in Schweinfurt, † 1689 in Eichfeld), Pfarrer von Eichfeld, Göbel war während des Dreißigjährigen Krieges Ortspfarrer von Eichfeld, er legte die Sterbematrikel des Dorfes neu an und warb Bewohner an.
- Georg Möring (* 1628 in Heiligenstadt, † 1712), Kartäuserprior, Möring stand von 1650 bis zu seinem Tod 42 Jahre lang der Kartause in Astheim vor.
- Hilarion Danich[9] († 1646), Kartäuserprior, Danich war 1605 Vikar in Astheim und wurde später als zweiter Gründer der Kartause Gaming gefeiert.
- Johann Valentin Gottfried Haimb (* um 1652 in Karlstadt, † 1716 in Prosselsheim), Amtmann des Amtes Prosselsheim und Stifter. Haimb stiftete ein wertvolles Gemälde für die Kirche St. Maria de Rosario in Dimbach.
- Lothar Franz von Schönborn (* 1655 in Steinheim am Main, † 1729 in Mainz), Fürstbischof von Bamberg und Mainz, Lothar Franz ließ das Gaibacher Schloss umbauen und den Barockgarten anlegen.
- Friedrich Karl von Schönborn-Buchheim (* 1674 in Mainz, † 1746 in Würzburg), Fürstbischof von Bamberg und Würzburg, Friedrich Karl ließ die Gaibacher Pfarrkirche und Teile des Gutshofes Öttershausen durch Balthasar Neumann errichten.
- Rudolf Franz Erwein von Schönborn (* 1677 in Mainz, † 1754 in Gaibach), Graf von Wiesentheid und Diplomat, Rudolf Franz ließ das Schönborngemälde in der Gaibacher Dreifaltigkeitskirche malen und starb im Ortsteil Gaibach.
- Johann Wilhelm Baumer (* 1719 in Rehweiler, † 1788 in Gießen), Pfarrer von Krautheim und Physiker, Baumer wirkte zwischen 1742 und 1746 in Krautheim als Pfarrer.
- Franz Erwein von Schönborn-Wiesentheid (* 1776 in Mainz, † 1840 in Frankfurt am Main), Kunstsammler und Standesherr, Franz Erwein ließ den barocken Park von Schloss Gaibach in einen englischen Landschaftsgarten umwandeln und die Konstitutionssäule durch Leo von Klenze errichten.
- Andreas Friedrich (* in Röttingen), Pfarrer von Escherndorf 1795, Friedrich förderte den Tourismus in Escherndorf und schrieb über den jahrhundertealten Weinbau in dem Ort.
- Carl Friderich[31] (* 1802 in Röttingen, † 1870 in Würzburg), Rechtsanwalt und Stifter, Friderich vererbte sein Vermögen an das Volkacher Bürgerspital. Zu Ehren des Stifters wurde eine Straße in Volkach in Dr.-Carl-Friderich-Straße umbenannt.
- Martin Seubelt (* 1846 in Westheim, † 1920 in Eichfeld), Dorflehrer, Seubelt gründete einen Kreditverein in Eichfeld und wurde später von der königlich-bayerischen Regierung hierfür ausgezeichnet. Die Seubeltstraße in Eichfeld wurde nach dem Lehrer benannt.
- Charles Engert[31] (* 1853 in Brooklyn, NYC, † 1911 in Bad Nauheim), Architekt und Stifter, Engert vermachte sein Vermögen der Stadt Volkach zur Errichtung eines Kindergartens. Zu Ehren des Stifters erhielt eine Straße den Namen Engertstraße.
- Andreas Lindemann[8] (* 1857 in Wülfen, † 1925 in Volkach), Soldat und Musikmeister, Kapellmeister.
- Josef Weidinger (* 1867 in Sommerach, † 1942 in Würzburg), Generalvikar der Diözese Würzburg, Weidinger unterstützte den Volkacher Stadtpfarrer während der nationalsozialistischen Diktatur. Eventuell wurde der Weidingerring nach ihm benannt.
- Alberta Weinig[18] (* 1881 in Eltmann, † 1948 in Würzburg), Franziskanerin, Weinig war Oberin der Ritter’schen Stiftung in Astheim zwischen 1915 und 1948.

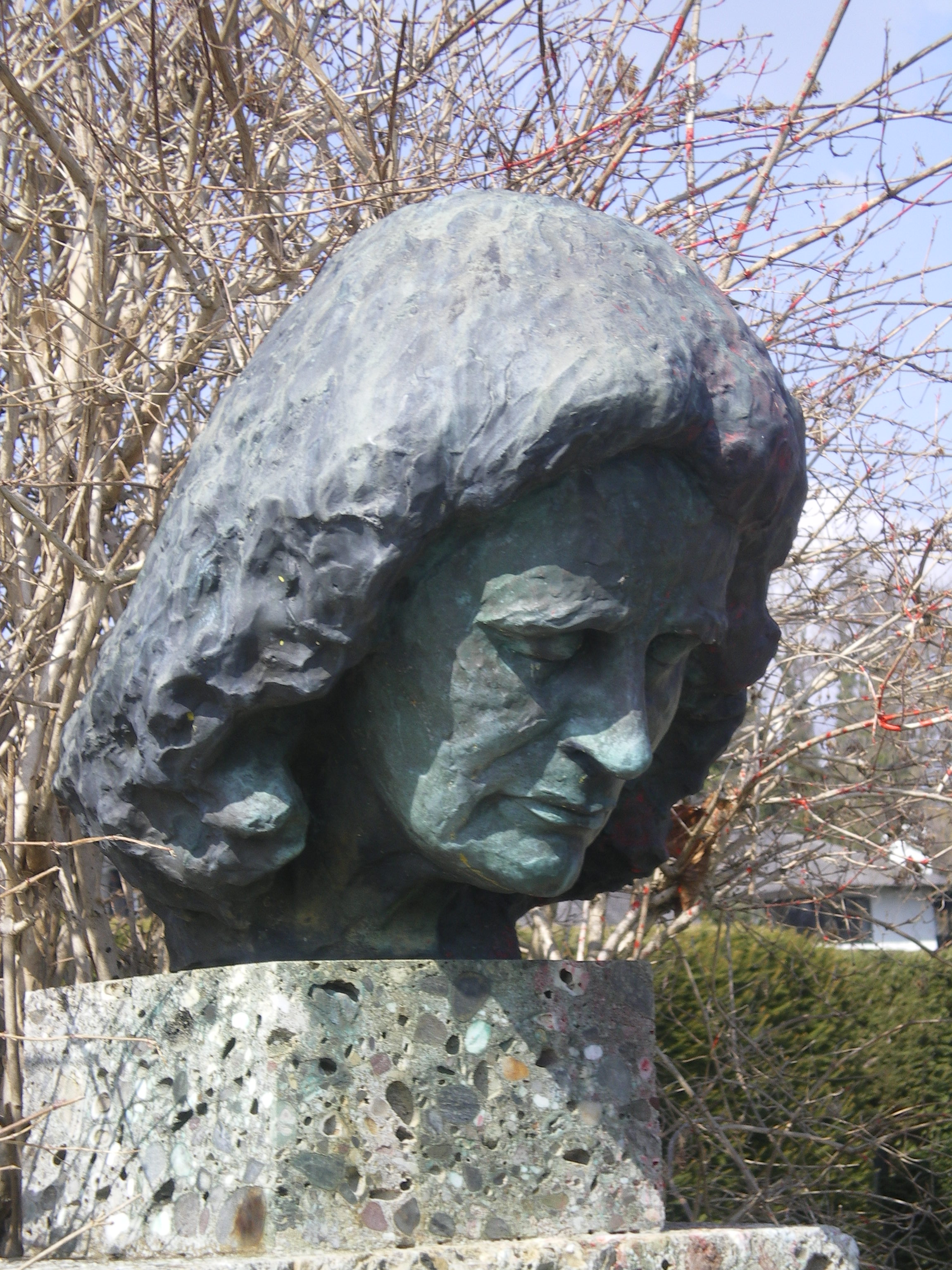
Büste Elly Ney, Tutzing

- Elly Ney[32] (* 1882 in Düsseldorf, † 1968 in Tutzing), Pianistin, veranstaltete zusammen mit Ludwig Hoelscher Musikakademien auf der Burg Hallburg oberhalb der Mainschleife.
- Chorilla Dunz[18] (* 1891 in Steppberg, † 1981 in Sendelbach), Franziskanerin, Dunz war Oberin der Ritter'schen Stiftung in Astheim zwischen 1948 und 1961.
- Friedrich Funk (* 1900 in Neuses am Sand, † 1963 in Volkach), Bundestagsabgeordneter, Funk lebte die letzten Jahre seines Lebens in Volkach und starb im Ort.
- Edmund Herold (* 1901 in Untereisenheim, † 1972 ebenda), Pfarrer, Heimatdichter und Imker, Herold war maßgeblich an der Umwandlung der Vogelsburg zu einem Kloster beteiligt und setzte der Anlage durch mehrere Gedichte ein Denkmal.
- Alfred Zehelein (* 1902 in Miltenberg, † 1978 in Volkach), Komponist, Chorleiter, Multiinstrumentalist und Dirigent, Zehelein schuf über 100 Werke für verschiedene Instrumentengattungen, viele davon in Volkach. Er starb in der Stadt.
- Ludwig Weninger (* 1904 in Gunzenhausen, † 1945 in Gaibach), Maler der Neuen Sachlichkeit, Weninger wurde bei einem Fluchtversuch aus dem Hofgut Öttershausen von der US-Armee erschossen, er ist im Gaibacher Friedhof begraben.
- Ludwig Hoelscher[32] (* 1907 in Solingen, † 1996 in Tutzing), Cellist, veranstaltete zusammen mit Elly Ney Musikakademien auf der Burg Hallburg.
- Reinhart Hoffmeister (* 1923 in Magdeburg, † 2016 in Bremen), Journalist des Stern, Hoffmeister erhielt wegen seines Einsatzes für die Wiederbeschaffung der Rosenkranzmadonna von Tilman Riemenschneider im Jahr 1963 die Goldene Stadtplakette der Stadt Volkach.

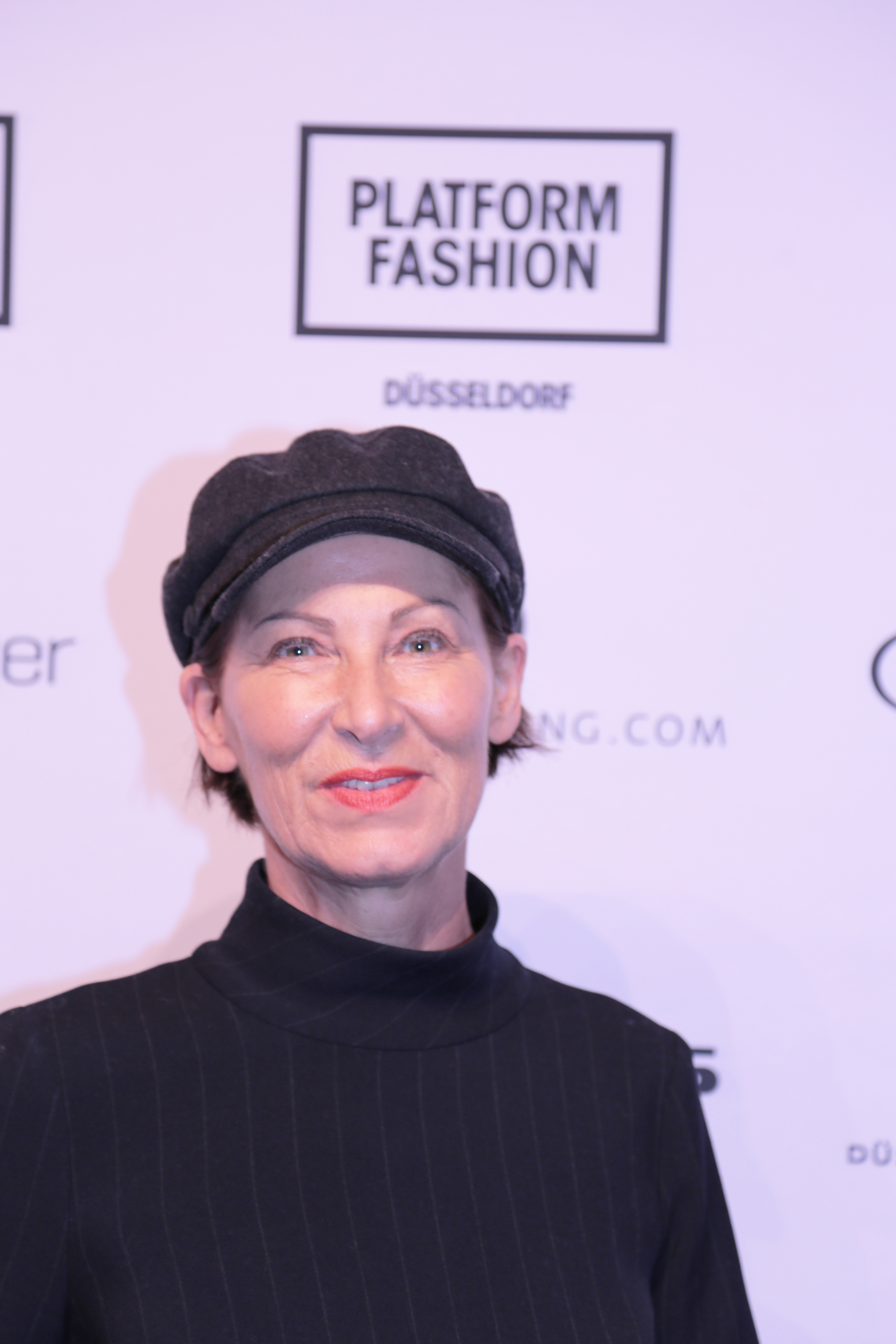
Eva Lutz, Fotografie im Jahr 2018

- Willy Richard Reichert (* 1926 in Bimbach, † 1982 in Nürnberg), Schriftsteller und Verleger, Reichert wuchs in Volkach auf
- Leo Kirch (* 1926 in Würzburg, † 2011 in München), Medienunternehmer, Kirch wuchs im Ortsteil Fahr auf.
- Theo Hau (* 1932 in Ostheim, † 2012 in Ostheim), Geistlicher, Pfarrer von Volkach 1992–2004, Hau wurde wegen seiner Verdienste um die Gemeinde Volkach im Jahr 2005 mit der Goldenen Stadtplakette ausgezeichnet.
- Hans-Joachim Schulz (* 1932 in Berlin, † 2023 in Gaibach), Theologe und Geistlicher, Pfarrer von Gaibach 1982–1993, Schulz war neben seiner Tätigkeit als Pfarrer auch Lehrstuhlinhaber an der Universität Würzburg.
- Gerd Bräutigam (* 1937 in Aachen; † 2007 in Leverkusen), Journalist und Mundartdichter. Bräutigam veröffentlichte seine Werke in Volkacher Mundart.
- Waldemar Sperling (* 1940 in Frankenwinheim), Verwaltungsbeamter, Sperling war zwischen 1979 und 2005 Vorsitzender des Verschönerungsvereins und Volkacher Tourismuschef, als solcher verkörperte er den Volkacher Ratsherrn, 1999 wurde er mit dem Frankenwürfel ausgezeichnet.[33]
- Kurt Franz (* 1941 in Ossegg), Literaturwissenschaftler, Präsident der Deutschen Akademie für Kinder- und Jugendliteratur
- Marita Bäuerlein (* 1944 in Würzburg), Deutsche Weinkönigin und CSU-Politikerin, Bäuerlein wuchs auf dem Ortsteil Strehlhof auf.
- Norbert Kleinlein (* 1945 in Burgellern), Maler und Bildhauer, Kleinlein wuchs in Volkach auf und unterhielt lange Zeit ein Atelier in der Stadt
- Frank Hofmann (* 1949 in Schweinfurt), Bundestagsabgeordneter, Hofmann lebte lange Zeit in Volkach und hatte hier auch sein Wahlkreisbüro.
- Werner Mann[8] (* 1951 in Hirschaid), Orgel- und Klavierbauer, Mann betrieb zeitweise in Volkach ein Orgelbauunternehmen.
- Eva Lutz (* 1958 in Aub), Modedesignerin, Eva Lutz betrieb zwischen 1982 und 2018 im zu Volkach gehörigen Strehlhof das Modeunternehmen Minx.
- Reiner Wirsching (* 1963 in Stammheim am Main), Fußballer und Arzt, Wirsching lebt in Volkach.
- Arno Hey (* 1964 in Würzburg, † 2014 in Volkach), Kunstschmied und Bildhauer, Hey betrieb in Volkach sein Atelier.
- Stefan Marquard (* 1964 in Schweinfurt), Fernsehkoch, Marquard wuchs im Ortsteil Astheim auf.
- Liz Truss (* 1975 in Oxford), britische Politikerin, ehemalige Premierministerin des Vereinigten Königreichs, weilte 1993 als Austauschschülerin in der Stadt Volkach[34][35]
- Claudia Maria Pecher (* 1976 in Ichenhausen), Literaturwissenschaftlerin, Präsidentin der Deutschen Akademie für Kinder- und Jugendliteratur
- Philipp Grimm (* 1992 in Würzburg), Sportschütze, Grimm wuchs in Volkach auf.
- Nand (bürgerlich Ferdinand Kirch, * 17. März 1998), Musiker, wuchs in Astheim auf.